# Màquina del Pare Noel
Una màquina del Pare Noel és una màquina hipotètica que és capaç de crear qualsevol objecte o estructura requerit a partir de qualsevol material donat. Normalment l'anomenen les persones interessades en invenciones futures i els escriptors de ciència-ficció en discutir projectes hipotètics d'escala gegantesca, tals com una esfera de Dyson. Aquest tipus de construccions futures serien massa grans perquè una civilització les construeixi directament, de manera que necessitarien que una sèrie de màquines intel·ligents de construcció construïssin la màquina amb poc o cap mena de control directe.

## Origen
La màquina va ser suggerida per primera vegada per Theodore Taylor en 1978:
| « | És possible imaginar-se una màquina que podria extreure material -roques de la Lluna o d'asteroides- i processar-los dintre seu; així, produiria qualsevol producte: rentadores, tasses de te, automòbils o naus estel·lars. Una vegada que existeixi tal màquina, podria recol·lectar llum del sol i els materials sobre els quals està assentada, i produir a petició qualsevol producte que a qualsevol se li pugui ocórrer, sempre que algú sàpiga com fer-lo i aquestes instruccions es transmetin a la màquina. Penso que "màquina del Pare Noel" és un nom apropiat per a tal dispositiu. | » |

La màquina del Pare Noel requereix alguns grans avanços en tecnologia per a ser possible, incloent-hi la capacitat de prendre qualsevol col·lecció de matèria i de configurar-la de nou en qualsevol altre tipus de matèria. També requeriria probablement un alt nivell d'intel·ligència artificial per a funcionar de forma autònoma. Finalment, un dels seus requisits per a realitzar un projecte gegantesc com una Esfera de Dyson seria probablement la capacitat d'autoreplicar-se. Això permetria a una sola màquina del Pare Noel, a partir de suficient matèria i energia, construir un projecte de qualsevol grandària i funcionar indefinidament.
Molts teòrics han vist els panorames de malson obvis que acompanyen tal dispositiu, incloent-hi les màquines que funcionen fora de control i que destruirien un planeta sencer, o un desastre de replicadors, com les escombres en el conte de "L'aprenent de Bruixot". A l'altre extrem, altres suposen que una economia sense escassesa conduiria a una utopia.
Adrian Bowyer del projecte RepRap va dir que publicaria els seus plans per a una màquina del Pare Noel abans de 2009.

## A la ciència-ficció
- Orion's Arm Encyclopaedia Galactica: Santa Claus machine